# قصر إميرجان
قصر إميرجان (تنطق إميرگان) على ضفاف البوسفور في إسطنبول بتركيا. اشتراه الخديوي إسماعيل عام 1865 كمقر له بالآستانة. استعمل الخديوي إسماعيل قرض 1865 والبالغ 3,387,300 جنيه استرليني لشراء القصر وفرشه.
بعد عزله عام 1878 م، استقر إسماعيل في هذا القصر حتى وفاته في 2 مارس 1895.

## وصلات خارجية
- متنزه وقصر أميرجان